# Technologic
Singles de Daft Punk
Robot Rock
(2005) Human After All
(2005)
Pistes de Human After All
Television Rules the Nation
(08) Emotion
(10)
Technologic est une chanson du groupe de musique électronique français Daft Punk. Neuvième piste de l'album Human After All, il fit l'objet d'une sortie comme single le 14 juin 2005.

## Structure
Les paroles de la chanson égrènent des déclarations impératives liées à des activités technologiques, en cadence sur le rythme des percussions. Elle est chantée par Thomas Bangalter dont la voix en hauteur est électroniquement augmentée.

## Réception
Le morceau fut utilisé sur une publicité pour l'iPod d'Apple à l'été 2005, ainsi que sur un téléphone mobile de Motorola au Brésil, au début 2005.
Une partie de la voix fut altérée et utilisée dans le single Touch It de Busta Rhymes, produit par Swizz Beatz. Dans un remix de Touch It, les paroles furent chantées par Missy Elliott.
La chanson fut ensuite utilisée en octobre 2008 par Alfa Romeo, dans une publicité reprenant le principe d'images « saccadées » et se mouvant sur le rythme de la musique.
L'ex Massive Attack Tricky, reprend également la chanson dans son morceau UK Jamaican.

## Clip

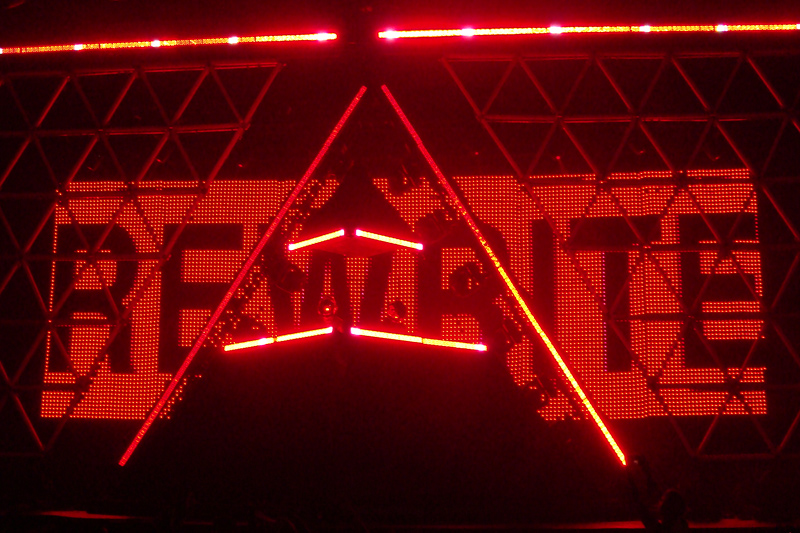
La pyramide présente dans la vidéo est similaire à celle utilisée par Daft Punk dans leurs concerts de la tournée Alive 2006/2007

Le clip de Technologic est le troisième dirigé par les Daft Punk eux-mêmes, après Fresh et Robot Rock. La vidéo présente le duo sur une scène en forme de pyramide, jouant des guitares montrées sur la couverture du single. Elle montre également un personnage robotique (qui a été utilisé dans le film Chucky) qui semble chanter les paroles de la chanson. Ces paroles clignotent sur un téléviseur situé sur la scène.
Le design pyramidal est similaire à celui utilisé par Daft Punk dans leurs concerts ultérieurs. Dans ceux-ci, les paroles sont affichées sur un grand écran à diodes.

## Remixes
Le morceau a été remixe par les artistes suivants :
- Basement Jaxx : Technologic (Basement Jaxx Kontrol Mixx)
- Digitalism : Technologic (Digitalism's Highway to Paris Remix)
- Peaches : Technologic (Peaches No Logic Remix)
- Vitalic : Technologic (Vitalic Remix)
- Le Knight Club : Technologic (Le Knight Club Remix)

Ces remixes sont disponibles sur les singles ou sur l'album Human After All: Remixes.

## Pistes
- CD : Technologic (Radio Edit)
- CD 1 (VSCDT1900) :

1. Technologic (Radio Edit) — 4:43
2. Technologic (Basement Jaxx Kontrol Mixx) — 5:29

- CD 2 (VSCDX1900) » :

1. Technologic — 4:43
2. Technologic (Vitalic Remix) — 5:24
3. Technologic (Peaches No Logic Remix) — 4:35
4. Technologic (vidéo)

- Maxi (VST1900) » :

1. Technologic — 4:43
2. Technologic (Peaches No Logic Remix) — 4:35
3. Technologic (Vitalic Remix) — 5:24
4. Technologic (Basement Jaxx Kontrol Mixx) — 5:29

## Classement par pays
| Classement (2005-2008-2010)           | Meilleure position |
| ------------------------------------- | ------------------ |
| Belgique Classement single (Wallonie) | 15                 |
| Suède Classement single               | 29                 |
| Suisse Classement single              | 63                 |